# Ganymedes (eunuch)
Ganymedes (Oudgrieks: Γανυμήδης; Ganymḗdēs; - 47 v.Chr.) was een eunuch en opvoeder van de Ptolemaeïsche koningsdochter Arsinoë IV, de jongere zus van de beroemde Cleopatra VII. In de Alexandrijnse Oorlog bewees hij zich tegenover Gaius Iulius Caesar als een vaardig en ernstig te nemen tegenstander.

## Leven
Toen in de herfst van 48 v.Chr. de Alexandrijnse oorlog uitbrak, verschanste Caesar, die met een relatief zwak leger naar Egypte was afgereisd, zich in het paleisdistrict van Alexandrië. De Ptolemaeïsche koninklijke familie moest als gijzelaars bij de Romeinen in het paleis verblijven. Tijdens de gevechten slaagde Ganymedes erin het paleis te ontvluchten samen met prinses Arsinoë IV, die aan zijn opvoeding was toevertrouwd, en zich met haar naar het Egyptische leger te begeven dat Caesar belegerde, dat onder het opperbevel stond van generaal Achillas. Ganymedes bereikte dat Arsinoë IV door de Egyptenaren werd uitgeroepen tot de tegenkoningin van Cleopatra VII.
De Ptolemaeïsche prinses wilde haar machtspositie versterken en trachtte daartoe het opperbevel over het Egyptische leger over te dragen aan haar vertrouweling Ganymedes. Dit bracht hen natuurlijk in conflict met de vorige generaal Achillas. Potheinos, die zich nog in het paleis in de handen van Caesar bevond, steunde zijn bondgenoot Achillas in deze machtsstrijd door middel van boodschappers, maar werd daarom op bevel van de dictator geëxecuteerd. Door de dood van Potheinos kreeg de factie van Arsinoë IV de overhand in de strijd om het bevel over de Egyptische strijdkrachten. Beide partijen probeerden de troepen voor zich te winnen met geldgeschenken. Volgens de historicus Cassius Dio beschuldigde Ganymedes dan Achillas ervan de vloot aan de vijand te willen verraden. Arsinoë IV gebruikte deze onterechte beschuldiging als voorwendsel om Achillas te laten executeren. Zijn positie als opperbevelhebber werd nu overgenomen door Ganymedes. De Alexandriërs, die zich bij het belegerende leger voegden, volgden de eunuch veel gewilliger dan de reguliere troepen, die al lang gewend waren aan Achillas als commandant.
Ganymedes liet de door de Nijl gevoede kanalen die ondergronds naar de vertrekken van Caesar leidden, blokkeren in een poging de toevoer van drinkwater voor de Romeinen af te sluiten. Bovendien beval de eunuch om met machines enorme hoeveelheden zeewater naar de bovenwijken van de stad te pompen en dit naar de paleiskwartieren te laten stromen. Dit verontreinigde het zoete water in de reservoirs en veroorzaakte paniek onder de legionairs. Caesar gaf daarom de opdracht om diepe putten te graven en vond na een nacht graven grote hoeveelheden drinkwater.
Gnaeus Domitius Calvinus stuurde met een vloot het 37e legioen vanuit Klein-Azië als versterking naar Caesar, maar deze werd echter door de sterke oostenwinden langs Alexandrië gedreven en landde op de in de zee uitstekende landtong van Chersonesos. Aan boord werd al snel een gebrek aan water merkbaar. De dictator werd door boodschappers op de hoogte gebracht van de komst van de versterkingstroepen en hun tekort aan voorraden en kwam hen met zijn eigen vloot tegemoet. Hij nam echter geen grotere militaire escorte mee, aangezien hij nog voldoende soldaten moest overhouden om zijn district te verdedigen. Sommige van zijn metgezellen moesten op het land naar zoet water zoeken, maar sommige vielen in handen van vijandelijke cavaleristen. Op deze manier ontdekte Ganymedes de nogal onbeschermde situatie van Caesar en besloot hij de Romeinse generaal met zijn schepen aan te vallen op de terugweg naar Alexandrië. Caesar slaagde er echter in om de vloot die door Calvinus was gestuurd naar de Grote Haven te leiden nadat hij de aanval van Ganymedes had afgeslagen.
Na deze mislukking moedigde Ganymedes de Alexandriërs in een volksvergadering aan om de strijd niet op te geven. Hij deed er alles aan om zijn vloot weer herop te bouwen. Een aantal oude schepen werd gerepareerd en gebruiksklaar gemaakt en nieuwe werden verrassend snel gebouwd. Ganymedes had al snel vijf quinqueremen, tweeëntwintig quadriremen en verschillende kleinere schepen tot zijn beschikking. Het doel was om de Egyptische zeemacht zodanig te versterken dat ze de Romeinen konden afsnijden van verdere bevoorrading langs de zee. Volgens Cassius Dio lijkt Ganymedes met zijn nieuw versterkte vloot erin geslaagd te zijn enkele Romeinse schepen te verbranden en andere te kapen, een detail dat de Caesargezinde auteur van de Commentarii de bello Alexandrino, waarschijnlijk Aulus Hirtius, niet vermeldt. Caesar ging nu in het offensief, verscheen met zijn vloot in de haven van Eunostos en, grotendeels door de vaardigheid van zijn Rodische marine-eenheden, zou hij naar verluidt vijf Ptolemaeïsche schepen tot zinken hebben gebracht met bijna geen eigen verliezen, waarna de rest vluchtte naar de verhoogde weg die het eiland met de stad verbond. Daar konden de Alexandriërs hun schepen met nabijgelegen huizen en verschansingen beter verdedigen, zodat Caesar zich vervolgens weer naar zijn eigen stadsdeel terugtrok.
Caesar liet bijna zelf het leven toen hij de dijk van het Heptastadion probeerde te veroveren. Het was rond die tijd dat de Alexandriërs blijkbaar Arsinoë IV en Ganymedes als leiders de rug hadden toegekeerd. Vermoedelijk waren ze verbitterd over het harde regime en het gebrek aan succes van de eunuch. Ze vroegen daarom aan Caesar om de vrijlating van Ptolemaeus XIII. De Romeinse generaal stemde daarmee in. De jonge koning nam nu het bevel over het Egyptische leger en vocht krachtig tegen de Romeinen. Maar Caesar kreeg al snel nieuwe versterkingen en behaalde uiteindelijk de beslissende overwinning.
Na de Romeinse overwinning sloeg Ganymedes op de vlucht.